# کالج آلگنی
کالج آلگنی (به انگلیسی: Allegheny College) یک دانشگاه در ایالات متحده آمریکا است که در پنسیلوانیا واقع شده‌است.